# گروه ایچ‌ام‌اس
گروه ماشین‌سازی ایچ‌ام‌اس یک شرکت متنوع ماشین‌سازی و مهندسی روسی است که تولیدکننده پمپ‌ها، کمپرسورها و تجهیزات نفت و گاز می‌باشد. این گروه امکانات تولیدی و مهندسی خود را در روسیه، اوکراین، بلاروس و آلمان مستقر کرده است. سهام این شرکت در بورس لندن دادوستد می‌شود. 